# The Western Front
The Western Front Inc. war ein US-amerikanischer Hersteller von Automobilen.

## Unternehmensgeschichte
Das Unternehmen wurde am 27. März 1981 in San Antonio in Texas gegründet. Im gleichen Jahr begann die Produktion von Automobilen und Kit Cars. Quincy-Lynn war an der Entwicklung beteiligt. Der Markenname lautete XK-1, nach Onlinequellen Western Front. 1985 endete die Produktion.

## Fahrzeuge
Das einzige Modell war ein Dreirad mit vorderem Einzelrad. Das Coupé mit der aufklappbaren Kanzel anstelle von seitlichen Türen ähnelte dem Bond Bug, hatte aber eine längere Front. Die Windschutzscheibe kam vom Honda Civic, die Lenksäule vom Toyota Celica und die hintere Radaufhängung von einem Datsun. Verschiedene Motoren trieben die Hinterräder an. Genannt sind ein Stationärmotor von Briggs & Stratton mit 16 PS Leistung und der Vierzylinder-Boxermotor vom VW Käfer.